# Shay Facey
Shay Anthony Facey (Stockport, Mánchester, Inglaterra, 7 de enero de 1995) es un futbolista inglés que juega como defensa y está sin equipo tras finalizar su contrato con el Walsall F. C. de Inglaterra.

## Carrera

### Manchester City
Se unió al Manchester City en 2007, donde desde entonces ha progresado a través del sistema de academia. Fue capitán de la U21 y estuvo nominado para el  jugador del premio U21.

#### Cesión al New York City
Fue cedido al New York City FC por una temporada en marzo de 2015, después de impresionar al entrenador Jason Kreis.
Hizo su debut profesional el 15 de marzo de 2015 como sustituto en el 79' por Josh Williams durante un partido contra el New England Revolution.

### Northampton Town
El 5 de enero de 2018 fichó por el Northampton Town de la Football League One por 18 meses, el precio de la transferencia no fue revelado.

## Clubes
| Club                            | País           | Año       |
| ------------------------------- | -------------- | --------- |
| Manchester City F. C.           | Inglaterra     | 2013-2018 |
| New York City F. C. (cedido)    | Estados Unidos | 2015      |
| Rotherham United F. C. (cedido) | Inglaterra     | 2016      |
| S. C. Heerenveen (cedido)       | Países Bajos   | 2016-2017 |
| Northampton Town                | Inglaterra     | 2018-2019 |
| Walsall F. C.                   | Inglaterra     | 2019-2020 |